# Nausithoe challengeri
Nausithoe challengeri is een schijfkwal uit de familie Nausithoidae. De kwal komt uit het geslacht Nausithoe. Nausithoe challengeri werd in 1880 voor het eerst wetenschappelijk beschreven door Haeckel. 